# Ochotnicza Straż Pożarna w Korczewie
Ochotnicza Straż Pożarna w Korczewie - organizacja społeczna powstała w 1907 roku w Korczewie, zrzeszona w Związku Ochotniczych Straży Pożarnych RP, a od 1997 roku wchodząca w skład Krajowego Systemu Ratowniczo-Gaśniczego.

## Historia

### Powstanie
Straż Ogniowa Ochotnicza w Korczewie powstała w 1907 roku z inicjatywy wikariusza parafii w Knychówku ks. Ludwika Bernatta oraz przy wsparciu kapelana w pałacu w Korczewie ks. dr. Floriana Krasuskiego. Założycielami byli: Władysław Czyż, Izydor Kucharczyk, Antoni Stangreciuk, Stanisław Stangreciuk oraz Władysław Wakuliński.

### Reaktywowanie
Po okresie stagnacji, w 1917 roku, z inicjatywy proboszcza parafii w Knychówku ks. Wiktora Kamieńskiego, administratora majątku hrabiów Ostrowskich p. Surdychowskiego oraz nauczyciela p. J. Lewickiego dochodzi do odrodzenia straży. Sfinansowane zostało ono przez proboszcza, hrabiego Krystyna Ostrowskiego oraz Radę Gminy w Korczewie. Hrabia dodatkowo wyposażył straż w sprzęt, zapewnił miejsce garażowania oraz pomoc pracowników majątku.

### Prezesi
- P.Zawadzki - administrator w majątku hrabiów Ostrowskich w Korczewie.
- ks. Wiktor Kamieński - proboszcz parafii w Knychówku.
- Bernard Krzewiński
- Józef Zegar
- Jan Wakuliński
- Tadeusz Jóźwiak
- Ryszard Chałupka
- Andrzej Kryszczuk

### Naczelnicy

#### przed 1943
- P.Werpachowski
- Antoni Osiński
- przed 1939 - 1943 - Bolesław Urban

#### po 1943
- 1943 - 1944 - Kazimierz Karolak
- 1944 - 1947 - Aleksander Klukowski
- 1947 - 1950 - Henryk Gregorczuk
- 1950 - 1955 - Ludwik Urban
- 1955 - 1970 - Kazimierz Ładziak
- 1970 - 1985 - Ryszard Chałupka
- 1985 - 2000 - Andrzej Kryszczuk
- 2000 - 2002 - Mieczysław Wysocki
- 2002 - 2018 - Wojciech Hardejewicz
- 2018 - nadal - Krzysztof Kryszczuk

### Kalendarium
- 1907 - powołanie do życia jako Straż Ogniowa Ochotnicza.
- 1917 
  - Reaktywowanie
  - OSP w Korczewie podzielona na dwa oddziały: toporników i sikawkowych.
- 1920 - w akcji ratowniczej w Józefinie śmierć ponosi strażak Stanisław Stangreciuk.
- 1928 - przy OSP, z inicjatywy nauczyciela szkoły w Korczewie Tadeusza Brzezińskiego, powstaje orkiestra dęta.
- 1931 - rozpoczęcie budowy remizy.
- 1934 - zakup motopompy Silesia.
- 1937 - obchody 30. rocznicy działalności i poświęcenie remizy strażackiej.
- 1939 - za zaległości podatkowe hrabia Krystyn Ostrowski przekazuje Gminie Korczew samochód marki LaSalle. Gmina samochód ten oddaje do dyspozycji OSP w Korczewie.
- 1939 - zakup drugiej motopompy Leopolia.
- 1939-1944 - przez okres okupacji niemieckiej samochód jest zdemontowany (np. koła przechowują Kazimierz Karolak i Jan Omelańczuk).
- koniec okupacji niemieckiej - wyposażenie OSP w Korczewie składa się z: samochodu, dwóch motopomp, kilku odcinków węży, drabin: Szczerbowskiego (uniwersalnej) i przystawnej, 4 bosaków oraz kilku kompletów mundurów z dodatkami.
- 1946 - wymiana samochodu w POM Łosice na samochód pancerny.
- lata 50. - Gromadzka Rada Narodowa w Korczewie na potrzeby OSP kupuje samochód Dodge.
- 1961 - kapitalny remont zbiornika wodnego przy remizie.
- 1962 - montaż syreny elektrycznej.
- 1968 - otrzymanie samochodu pożarniczego marki Żuk oraz motopompy M-800.
- 1975 - oczyszczenie placu przy remizie oraz budowa garażu.
- 1980 - otrzymanie beczkowozu Star 25.
- 1983 
  - Otrzymanie motopompy.
  - W rocznicę 75-lecia istnienia (obchodzoną z rocznym opóźnieniem ze względu na stan wojenny) OSP w Korczewie otrzymuje sztandar ufundowany przez społeczeństwo oraz złoty medal "Za zasługi dla pożarnictwa".
- 1990 - otrzymanie samochodu pożarniczego Star 266.
- 1997 - wejście w skład Krajowego Systemu Ratowniczo-Gaśniczego.
- 2006 
  - Remont remizy wraz z dobudowaniem zaplecza socjalnego.
  - Modernizacja samochodu pożarniczego.
- 2017 - zakup nowego średniego samochodu ratowniczo-gaśniczego Scania P360.
- 2019 - rozpoczęcie budowy nowego garażu dwustanowiskowego

## Baza techniczna

### Remiza
Drewniano-murowana ze świetlicą wraz z zapleczem socjalnym, garażem oraz pomieszczeniami magazynowymi. Wybudowana w latach 1931 - 1937 z dobrowolnych składek oraz przy czynnym udziale mieszkańców Korczewa. Rozbudowana w 2006 roku. W związku z pozyskaniem nowego samochodu, w roku 2019 rozpoczęto budowę garażu dwustanowiskowego obok budynku remizy.

### Samochody
- średni samochód ratowniczo-gaśniczy Scania P360 (2017)

- pożarniczy Star 266 GBA 2,5/16 (1990/2007)

- lekki samochód kwatermistrzowski Volkswagen T4 (1994)

### Sprzęt
- pompa szlamowa WT-30X
- radiostacja samochodowa
- piła spalinowa
- aparaty ochrony dróg oddechowych

### Wyposażenie osobiste m.in.
- ubrania typu Nomex
- hełmy, pasy, toporki itp.
- czujniki bezruchu
- ubrania koszarowe

## Odznaczenia
- 1983 - Złoty medal "Za zasługi dla pożarnictwa"